# Taboada (Silleda)
Santiago de Taboada es una parroquia del municipio de Silleda en la comarca del Deza, provincia de Pontevedra, España. En 2021 contaba con una población de 179 habitantes.

## Historia
La historia de la parroquia gira alrededor del puente (puente Taboada) que comunicaba Deza con Trasdeza, o yendo más allá, Castilla con Santiago, en el camino de la maragatería. El primero era de tabla (Pons Tabulata), de ahí su nombre, y el segundo, de piedra, medieval, aún sigue erguido con una inscripción en una roca próxima en la que figura el año de la construcción (912).
Aguas abajo, se encuentra el puente de la antigua carretera a Compostela, levantado en 1862, que dejó de ser tan transitado en la década de 1970, al reformarse el trazado de la N-525 y construirse un nuevo viaducto.
Cerca de ese puente, está localizada la estación de ferrocarril, a la que se accede desde la otra orilla del río Deza gracias a otro viaducto, desde el cuál se precipitaron los últimos vagones de un convoy y fueron a parar al río, cargados de conservas y herramientas agrícolas. En la actualidad, aun se pueden ver los restos de los vagones en el lecho del río .
Por Taboada pasa la Vía de la Plata, que transcurre por el Camino Real.

## Patrimonio
La iglesia de Santiago de Taboada es románica, fechada en el siglo XII, tiene planta y ábside rectangular, destacando la portada. En el adro hay un singular crucero de fuste cónico acanalado con altar. En las cercanías, cruzando la N-525, hay un área recreativa dedicada al peregrino con dos monumentos al Apóstol Santiago y al Peregrino Anónimo, diseño de Francisco Alen, obra de la Escuela Taller de Silleda.
En esta parroquia, al lado del río Deza, se encuentra la estación de Puente Taboada, con parada para viajeros de la línea de ferrocarril Santiago-Orense. Además destaca la Casa de Carballeda, en el lugar del mismo nombre, que cuenta con una capilla bajo la advocación de San Roque y que fue propiedad en su momento de la familia Gil de Taboada.

## Lugares
- Carballeda
- Carral
- Eirexe
- A Estación
- Ponte (A Ponte Taboada)[5]
- Reboredo
- Regueira (A Regueira)[5]
- Taboadavella (Taboada Vella)[5]
- Trasdovalo